# 森田健作の熱血テレビ
『森田健作の熱血テレビ』（もりたけんさくのねっけつテレビ）は、1991年4月1日から同年9月27日までテレビ朝日系列局で生放送されたテレビ朝日製作の昼のワイドショー。
ここでは、1991年9月30日から1992年3月27日まで同系列局で生放送された後継番組『女38歳気になるテレビ』（おんなさんじゅうはっさいきになるテレビ）についても記載する。

## 概要

### 森田健作の熱血テレビ
前番組の『ホットライン110番』の内容が暗く、それを一転したワイドショーで、同タイトルを冠していた当時は森田健作と藤岡久美子が司会を務めていた。同年秋の改編を機に衣替え（森田・藤岡コンビはそのまま）、『女38歳気になるテレビ』にタイトル改題した。

### 女38歳気になるテレビ
『森田健作の熱血テレビ』を38歳以降の女性層にターゲットを変えて、一部をリニューアルしたワイドショーである。司会陣は、森田のメイン司会配置はそのままで、新たにオペラ歌手の田中訓子（後の田中方子）をパートナーに起用。これに伴い、藤岡は熱血テレビからの芸能リポーター・福岡翼とともにメイン出演からサブ出演へ降格した。結局、わずか半年で打ち切られ、森田も第16回参議院議員通常選挙に立候補するため、わずか1年で降板する。同時に北日本放送が本番組終了を以って平日正午枠の遅れネットを打ち切ったため、平日正午枠の未ネット地域は1県増え、岩手・山梨・富山・徳島・佐賀の5県となった。

## ネット局
系列は放送当時のもの。遅れネット局では14:00から、もしくは15:00から放送開始。
| 放送対象地域   | 放送局           | 系列                                         | ネット形態 | 備考                                        |
| -------------- | ---------------- | -------------------------------------------- | ---------- | ------------------------------------------- |
| 関東広域圏     | 全国朝日放送     | テレビ朝日系列                               | 制作局     | 現：テレビ朝日                              |
| 北海道         | 北海道テレビ     | テレビ朝日系列                               | 同時ネット |                                             |
| 青森県         | 青森放送         | 日本テレビ系列 テレビ朝日系列                | 遅れネット | 1991年9月27日まで                           |
| 青森県         | 青森朝日放送     | テレビ朝日系列                               | 同時ネット | 1991年10月1日から                           |
| 宮城県         | 東日本放送       | テレビ朝日系列                               | 同時ネット |                                             |
| 秋田県         | 秋田放送         | 日本テレビ系列                               | 遅れネット |                                             |
| 山形県         | 山形放送         | 日本テレビ系列 テレビ朝日系列                | 遅れネット |                                             |
| 福島県         | 福島放送         | テレビ朝日系列                               | 同時ネット |                                             |
| 新潟県         | 新潟テレビ21     | テレビ朝日系列                               | 同時ネット |                                             |
| 長野県         | 長野朝日放送     | テレビ朝日系列                               | 同時ネット | [ 3 ]                                       |
| 静岡県         | 静岡県民放送     | テレビ朝日系列                               | 同時ネット | 愛称：静岡けんみんテレビ 現：静岡朝日テレビ |
| 富山県         | 北日本放送       | 日本テレビ系列                               | 遅れネット | [ 4 ]                                       |
| 石川県         | 北陸放送         | TBS系列                                      | 遅れネット | 1991年9月27日まで                           |
| 石川県         | 北陸朝日放送     | テレビ朝日系列                               | 同時ネット | 1991年10月1日から                           |
| 福井県         | 福井放送         | 日本テレビ系列 テレビ朝日系列                | 遅れネット |                                             |
| 中京広域圏     | 名古屋テレビ     | テレビ朝日系列                               | 同時ネット |                                             |
| 近畿広域圏     | 朝日放送         | テレビ朝日系列                               | 同時ネット | 現：朝日放送テレビ                          |
| 鳥取県・島根県 | 山陰放送         | TBS系列                                      | 遅れネット |                                             |
| 広島県         | 広島ホームテレビ | テレビ朝日系列                               | 同時ネット |                                             |
| 山口県         | 山口放送         | 日本テレビ系列 テレビ朝日系列                | 遅れネット |                                             |
| 香川県・岡山県 | 瀬戸内海放送     | テレビ朝日系列                               | 同時ネット |                                             |
| 愛媛県         | 南海放送         | 日本テレビ系列                               | 遅れネット |                                             |
| 高知県         | 高知放送         | 日本テレビ系列                               | 遅れネット |                                             |
| 福岡県         | 九州朝日放送     | テレビ朝日系列                               | 同時ネット |                                             |
| 長崎県         | 長崎文化放送     | テレビ朝日系列                               | 同時ネット |                                             |
| 熊本県         | 熊本朝日放送     | テレビ朝日系列                               | 同時ネット |                                             |
| 大分県         | テレビ大分       | 日本テレビ系列 フジテレビ系列 テレビ朝日系列 | 同時ネット |                                             |
| 宮崎県         | 宮崎放送         | TBS系列                                      | 遅れネット |                                             |
| 鹿児島県       | 鹿児島放送       | テレビ朝日系列                               | 同時ネット |                                             |
| 沖縄県         | 琉球放送         | TBS系列                                      | 遅れネット |                                             |